# Oulad Si Bouhya
Oulad Si Bouhya  (in arabo أولاد سي بوحيى‎?) è un centro abitato e comune rurale del Marocco situato nella provincia di Sidi Bennour, regione di Casablanca-Settat. Conta una popolazione di 18 198 abitanti (censimento 2014).